# Маркауць (Бричанський район)
Маркауць (рум. Mărcăuţi) — село в Молдові в Бричанському районі. Є центром однойменної комуни, до складу якої також входить село Маркауць-Ной.
Значна частина населення — українці. Згідно даних перепису населення 2004 року — 654 осіб (41,5 %).
| Молдова | Це незавершена стаття з географії Молдови. Ви можете допомогти проєкту, виправивши або дописавши її. |